# Snob (persoon)
Een snob is in het algemeen iemand die denkt dat hij in wezen meer is dan anderen op grond van afkomst, kennis, intellect of rijkdom. Deze superioriteit uit zich over het algemeen in een (eventueel denkbeeldige) verfijnde smaak. De snob behoort meestal niet tot de elite, doch probeert zich toegang tot deze kringen te verschaffen door imitatie van hun gedrag en levensstijl. Het elitaire snobisme gaat echter eeuwen terug en de bovenlaag probeert daarom een dergelijk parvenu te weren door verdere verfijning van hun sociale codes (zie voor dit laatste: Norbert Elias, The Court Society. Oxford, 1983).
Vaak worden snobs ook geassocieerd met het dragen van merkkleding, hoewel dit niet altijd het geval is.
Sommigen beschouwen snobisme als een burgerlijke neurotische reactie op het als doelloos beschouwde alledaagse grauwe bestaan. Exotisme zou dan de niet-burgerlijke variant en xenofobie de paranoïde variant zijn.

## Etymologie
Het woord "snob" stamt vermoedelijk uit het Engels. De etymologie ervan is niet geheel duidelijk. De volgende verklaringen voor het woord worden aangedragen:
- Het woord "snab" komt voor in een document uit 1781 met de betekenis "schoenmaker" (uit het Schots), maar de relatie met het begrip 'snob' ligt niet voor de hand.
- Gebruikelijker is het verhaal dat "snob" werd gebruikt als slanguitdrukking aan de Public school in Eton, toen de zonen van rijke industriëlen zich een plaats verwierven aan dit soort scholen. Deze "snobs" waren de jongens die werden omschreven als "not nobs" > no nobility = geen adel.
- In Engeland was het gebruikelijk om op de naamlijsten van de bevolking naast de namen het beroep en de maatschappelijke rang te vermelden. Achter de naam van niet adellijke burgers stond dus de afkorting s.nob., wat staat voor sine nobilitate, "zonder adel", "niet adellijk". Dit is volgens een voetnoot in "De opstand der horden" (Ortega y Gasset) de herkomst van het woord snob.
- Of nog korter, als acroniem:
  - Uit het Latijn: "Sine NOBilitate". In de Romeinse tijd moesten op school de mensen die niet van adel waren (maar wel voldoende geld hadden voor school) op hun papieren schrijven: Sine nobilitate: afgekort SNOB. Dit wil dus zeggen dat ze geen adellijke titel hadden maar wel voldoende geld en daarom zichzelf even hoog en goed zien als de leerlingen die wél van adel waren.
  - Uit vermeend Frans: "Sans NOBilité".

## Snobs in fictie
- Basil Fawlty, hoteleigenaar en manager van een luxehotel in Torquay aan de Britse Rivièra uit de televisieserie Fawlty Towers;
- Markies de Canteclaer, "edelman" uit de strips van Marten Toonder;
- Hyacinth Bucket, hoofdpersoon uit de Britse televisieserie Keeping Up Appearances;
- De broers Frasier en Niles Crane uit de Amerikaanse comedyserie Frasier;
- Lodewijck van Avezaath, een pseudoniem van Aad Klaris.